# Крёстный отец 2
«Крёстный оте́ц 2» (англ. The Godfather Part II) — американский эпический криминальный драматический фильм 1974 года режиссёра Фрэнсиса Форда Копполы, частично основанный на романе Марио Пьюзо «Крёстный отец». Пьюзо был сосценаристом с Копполой. Это как продолжение, так и приквел к фильму «Крёстный отец», представляющие параллельные драмы: историю Майкла Корлеоне (Аль Пачино), нового дона семьи Корлеоне, защищающего семейный бизнес после покушения на его жизнь; приквел охватывает путешествие его отца, Вито Корлеоне (Роберт Де Ниро), от его сицилийского детства до основания его семейного предприятия в Нью-Йорке. В актерский состав также входят Роберт Дюваль, Дайан Китон, Талия Шайр, Моргана Кинг, Джон Казале, Марианна Хилл, Ли Страсберг.
После успеха первого фильма компания Paramount Pictures начала разрабатывать продолжение, и многие актеры, а также съёмочная группа вернулись. Коппола, которому было предоставлено больше творческого контроля, хотел сделать как продолжение, так и приквел к первому фильму, который расскажет историю подъёма Вито и падения Майкла. Съёмки начались в октябре 1973 года и завершились в июне 1974-го. Премьера фильма состоялась 12 декабря 1974 года в Нью-Йорке, в широкий прокат он вышел 20 декабря того же года, получив неодназначные отзывы от критиков; однако репутация кинокартины быстро улучшилась, и вскоре она стала предметом переоценки критиков. Фильм заработал 48 млн долларов в США и Канаде и до 93 млн долларов по всему миру при бюджете в 13 млн долларов. Был номинирован на 11 премий «Оскар» и стал первым продолжением, получившим премию за лучший фильм. Шесть побед также включали в себя лучшую режиссуру для Копполы, лучшую мужскую роль второго плана для Де Ниро и лучший адаптированный сценарий для Копполы и Пьюзо. Пачино получил премию «BAFTA» за лучшую мужскую роль и был номинирован на «Оскар».
Как и его предшественник, фильм остается очень влиятельным, особенно в жанре гангстерского кино. Он считается одним из величайших фильмов всех времен, а также редким примером сиквела, который может превосходить своего предшественника. В 1997 году Американский институт киноискусства поставил картину на 32-е место в списке величайших фильмов в истории американского кино, и она сохраняла эту позицию на протяжении 10 лет. В 1993 году была выбрана для сохранения в Национальном реестре фильмов. «Крёстный отец 3», заключительный фильм трилогии, был выпущен в 1990 году.

## Сюжет
Фильм состоит из двух сюжетных линий, одна из которых предваряет, а другая продолжает сюжет первого фильма. Сцены обеих историй перемежаются между собой на протяжении всего фильма. В первой из них, основанной на сюжете книги III романа «Крёстный отец», повествуется о ранних годах жизни будущего главы одного из сильнейших мафиозных кланов Корлеоне — Вито Корлеоне.
Будущий Дон Корлеоне, при рождении Вито Андолини, появился на свет в 1891 году в городке Корлеоне на Сицилии. Отец Вито был убит за оскорбление главаря местной мафии, когда мальчику было девять лет. Его мать и брат Паоло также погибли от рук мафиози. Несмотря на то, что юный Андолини считался недоразвитым, потому что не мог говорить, убийца его семьи Дон Чичо опасался, что рано или поздно Вито отомстит ему, а потому приказал избавиться от мальчишки. Но родственникам удалось тайно вывезти его из Корлеоне и переправить в США. Там по ошибке пограничника мальчик получает имя родного городка Корлеоне: с того дня его стали звать Вито Корлеоне.
Следующий период его жизни, показанный в фильме, — молодость в итальянских кварталах Нью-Йорка 1910-х. Он работает в лавке отца своего друга Дженко Аббандандо, но после требования местного криминального босса дона Фануччи дать место в лавке его человеку, Вито теряет работу. Вскоре он случайно помогает местному мелкому вору Питу Клеменца, который в ответ за помощь благодарит Вито и его молодую жену украденным в богатом доме ковром. Вито втягивается в криминальный мир и собирает шайку, в которую входят, кроме него самого, Клеменца, Дженко и друг Клеменца Сальваторе Тессио. Когда дон Фануччи начинает требовать долю их прибыли, Вито принимает решение убить его: согласно расчёту Вито, за Фануччи нет никакой реальной боевой силы и, убрав его, можно будет не делиться деньгами, за которые он со своими товарищами рискуют свободой и жизнью. Вито выслеживает и убивает Фануччи во время празднования Пасхи в итальянском квартале. Вскоре Вито становится влиятельным человеком в своём квартале, его начинают звать «крёстным отцом», обращаться за помощью, просить покровительства. Бизнес Корлеоне разрастается, друзья открывают собственную компанию «Дженко» по импорту оливкового масла для прикрытия нелегальной деятельности.
Репутация дона помогает ему, как он говорит, «решать проблемы».
Преуспевающий американский бизнесмен Вито Корлеоне с маленькими сыновьями и женой посещает Сицилию, где благодарит родственников за своё спасение и мстит престарелому Дону Чичо. Во время убийства Чичо Вито помогает его друг Томазино (который впоследствии поможет Корлеоне ещё раз — именно у него прятался сын Вито Майкл в первой части саги). Во время перестрелки на вилле дона Чичо Томазино тяжело ранят. Наконец Вито возвращается в Америку.
Вторая сюжетная линия не основана на книге, она является логическим продолжением фабулы романа и рассказывает о сыне Вито Корлеоне — Майкле, который в 1950-е годы перенял отцовское дело и стал главой Семьи.
Конец 1950-х. Семья Корлеоне празднует первое причастие Энтони, сына дона Майкла Корлеоне, в своём поместье на берегу озера Тахо в штате Невада. Майкл видит неспособность старшего брата Фредо справиться с собственной женой, встречается с мафиози Фрэнки Пентенджели — старым другом дона Вито, скорбящим по покойному Питу Клеменца, под началом которого он работал. Фрэнки жаждет расправиться с некими братьями Розатто, которые сильно мешают бизнесу семьи Корлеоне в Нью-Йорке, и просит у Майкла разрешения, но сталкивается с отказом. Есть и более серьёзная проблема — местный сенатор Пэт Гири пытается свернуть игорный бизнес Корлеоне, пытаясь управлять Майклом, словно марионеткой, однако тот, следуя завещанию отца, сам становится кукловодом, дёргающим за ниточки, подставляет сенатора с убитой проституткой и шантажом заставляет отступить.
На Майкла совершается покушение, в котором чуть не погибают он сам и его жена Кей. В клане Корлеоне завёлся предатель, и Майкл решает на время исчезнуть. Он едет в Майами, где встречается с пожилым влиятельным еврейским мафиози Хайманом Ротом. Вместе с ним он пытается организовать туристический бизнес в столице Кубы Гаване. Впрочем, не всё так просто. Рот называет Майкла своим преемником, однако надеется вскоре вывести его из игры. Майкл прекрасно понимает это и организовывает покушение на Рота, которое срывается, чему поспособствовало предательство Фредо. Об этом узнаёт Майкл, после чего на новогоднем приёме у президента Кубы со словами «Я знаю, это был ты, Фредо» награждает своего брата мафиозным поцелуем смерти.
На Кубе побеждает революция, и Майкл Корлеоне сбегает домой, где его ждут неутешительные новости. У жены случился выкидыш, Фредо удачно сбежал из Гаваны и боится вернуться домой, а Фрэнки Пентенджели заключает сделку с ФБР, думая, что именно Майкл приказал братьям Розатто убить его, хотя это было не так. Кей уходит от Майкла, отказываясь быть женой босса мафии; при этом она говорит ему, что выкидыша не было, а был аборт и что она давно не хочет от него детей. Тем не менее Майкл оставляет себе сына и дочь. При встрече с Фредо он отрекается от него из-за предательства, но отпускает его, боясь травмировать пожилую мать, которая вскоре умирает. Перед Кей, тайком пришедшей навестить детей, он, не дрогнув, закрывает дверь, а Фредо, пришедшего на похороны матери, он якобы прощает, но затем приказывает его убить.
Фрэнк Пентенджели собирается давать показания, но дон Корлеоне приводит в зал суда его старшего брата, приехавшего из Италии. Увидев брата, Фрэнки отказывается от своих показаний, чем срывает громкий судебный процесс над семьёй Корлеоне. Тем не менее Фрэнки — предатель, и позже он перерезает себе вены, поскольку только в этом случае о его семье позаботятся. Хаймана Рота убивает Рокко Лампоне, которого, в свою очередь, застрелили на месте преступления. Майкл остаётся главой Семьи.
На похоронах матери одинокая Констанция (Конни), сестра Майкла, уговаривает его разрешить ей жить рядом с ним и заботиться о нём и его детях. Она наконец-то находит себя в любви к своему брату.
От двух основных сюжетных линий стоят особняком две последние сцены фильма. Одна из них — празднование дня рождения Вито Корлеоне в 1941 году, во время которого Конни знакомится со своим будущим супругом Карло Рицци, а Майкл объявляет о том, что записался в морскую пехоту. Семья с неодобрением отнеслась к этому, а Сонни даже назвал Майка идиотом, и только Фредо — единственный, кто поддержал выбор Майкла. Вторая — комбинация кадров, показывающих Майкла, думающего о чём-то в одиночестве, и его воспоминания об отъезде с Сицилии после того, как он посетил её в детстве вместе с семьёй.
Последние кадры — постаревшее лицо Майкла, показанное крупным планом. Даже в моменты душевной боли его глаза ничего не выражают, будто на нём — маска.

## В ролях
| Актёр             | Роль                               |
| ----------------- | ---------------------------------- |
| Аль Пачино        | Дон Майкл Корлеоне                 |
| Роберт Де Ниро    | Вито Корлеоне в молодости          |
| Роберт Дюваль     | Том Хейген                         |
| Дайан Китон       | Кэтрин (Кей) Адамс-Корлеоне        |
| Джон Казале       | Фредерико (Фредо) Корлеоне         |
| Талия Шайр        | Констанция (Конни) Корлеоне        |
| Джи Ди Спрэдлин   | Сенатор Пэт Гири                   |
| Эйб Вигода        | Сальваторе Тессио                  |
| Ли Страсберг      | Хайман Рот (прототип Меер Лански)  |
| Майкл В. Гаццо    | Фрэнк Пентенджели                  |
| Моргана Кинг      | Кармелла Корлеоне                  |
| Ричард Брайт      | Альберт (Аль) Нери                 |
| Гастоне Москин    | Дон Фануччи                        |
| Дэнни Айелло      | Тони Розато                        |
| Мария Карта       | синьора Андолини                   |
| Роман Коппола     | Сантино (Сонни) Корлеоне в детстве |
| Бруно Кёрби       | Питер (Пит) Клеменца в молодости   |
| Джеймс Каан       | Сантино (Сонни) Корлеоне (камео)   |
| Марианна Хилл     | Динна Корлеоне                     |
| Фэй Спейн         | миссис Марсия Рот                  |
| Тито Альба        | президент Кубы Фульхенсио Батиста  |
| Леопольдо Триесте | синьор Роберто                     |

## Производство

### Разработка
Пьюзо начал писать сценарий для сиквела в декабре 1971 года, ещё до выхода первой части; его первоначальное название было «Смерть Майкла Корлеоне». Идея Копполы для сиквела заключалась бы в том, чтобы «сопоставить восхождение семьи при Вито Корлеоне с упадком семьи при его сыне Майкле… Я всегда хотел написать сценарий, рассказывающий историю отца и сына в одном возрасте. Им обоим было за тридцать, и я бы объединил эти две истории… Чтобы не просто снова сделать „Крестного отца“, я дал „Крестному отцу 2“ эту двойную структуру, расширив историю как в прошлом, так и в настоящем». Коппола первоначально хотел, чтобы снял фильм Мартин Скорсезе, но Paramount отказалась. Коппола также в своём комментарии фильму упомянул, что сцены, изображающие допрос комитета Сената Майкла Корлеоне и Фрэнка Пентанджели, основаны на федеральных слушаниях Джозефа Валачи и что Пентанджели похож на Валачи.
Однако производство почти закончилось до того, как оно началось, когда адвокаты Пачино сказали Копполе, что у него были серьёзные опасения по поводу сценария и он не придёт. Коппола провел целую ночь, переписывая его, прежде чем отдать Пачино для рецензирования. Пачино одобрил его, и производство продолжилось. Первоначальный бюджет фильма составил 6 миллионов долларов, но расходы увеличились до более чем 11 миллионов долларов, а в обзоре Variety утверждалось, что он превысил 15 миллионов долларов.

### Кастинг
В сиквел не вернулись некоторые актёры из первого фильма. Марлон Брандо первоначально согласился вернуться на сцену воспоминаний о дне рождения, но актёр, чувствуя себя плохо, не смог появиться на съёмках. В тот же день Коппола переписал сцену. Ричард Кастеллано, который сыграл Питера Клеменцу в первом фильме, также отказался возвращаться, так как он и продюсеры не смогли достичь соглашения о его требованиях разрешить ему написать диалоги персонажа в фильме, хотя это утверждение было оспорено вдовой Кастеллано в письме 1991 года в журнале People. Роль в сюжете, первоначально предназначенная для современного Клеменцы, была затем заполнена персонажем Фрэнка Пентанджели, которого сыграл Майкл Ви Гаццо.
Коппола предложил роль в фильме Джеймсу Кэгни, но он отказался. Джеймс Каан согласился повторить роль Сонни в сцене воспоминаний о дне рождения, требуя, чтобы ему заплатили ту же сумму, которую он получил за весь предыдущий фильм за одну сцену во второй части, которую он получил. Среди актёров, изображающих сенаторов в комитете по слушаниям были кинопродюсер/режиссёр Роджер Корман, сценарист/продюсер Уильям Бауэрс, продюсер Фил Фельдман и актёр Питер Донат.

### Съёмки
Съёмки проходили с 1 октября 1973 года по 19 июня 1974 года. Сцены, которые происходили на Кубе, были сняты в Санто-Доминго, Доминиканская Республика. Чарльз Блудорн, чей конгломерат Gulf+Western принадлежал Paramount, решительно относился к развитию киноиндустрии Доминиканской Республики. Форца-д’Агро был сицилийским городом, показанным в фильме.
В отличие от первого фильма, Копполе был предоставлен почти полный контроль над производством. В своем комментарии он сказал, что это привело к съёмкам, которые прошли очень гладко, несмотря на то, что несколько локаций и два повествования проходили параллельно в одном фильме. Коппола обсуждает свое решение сделать это первым крупным американским фильмом, который использовал «Part II» в своём названии в комментарии режиссёра к DVD-изданию фильма, выпущенному в 2002 году. Изначально Paramount была против, потому что она считала, что аудитории не будет интересно дополнение к истории, которую они уже видели. Но режиссёр одержал победу, и успех фильма положил начало обычной практике пронумерованных сиквелов.
Всего за три недели до релиза кинокритики и журналисты объявили вторую часть катастрофой. Пересечение параллельных историй Вито и Майкла было слишком часто, что не давало достаточно времени, чтобы оставить неизгладимое впечатление на аудиторию. Коппола и монтажёры вернулись в комнату для монтажа, чтобы изменить структуру повествования фильма, но не смогли завершить работу вовремя, оставив финальные сцены плохо пристроченными.
Это был последний крупный американский фильм, в котором были выпущены отпечатки, сделанные с помощью процесса впитывания красителей Technicolor до конца 1990-х годов.

## Показ

### Кинотеатральный показ
Премьера фильма состоялась в Нью-Йорке 12 декабря 1974 года, а 20 декабря 1974 года фильм вышел в широкий прокат.

### Выход на видео
Коппола создал фильм «Крестный отец: Сага» специально для американского телевидения в 1975 году, который объединил первые два фильма с неиспользованными кадрами из этих двух фильмов в хронологическом порядке, который смягчил жестокий, сексуальный и нечестивый материал для своего дебюта на NBC 18 ноября 1977. В 1981 году Paramount выпустила бокс-сет «Godfather Epic», который также рассказывал историю первых двух фильмов в хронологическом порядке, снова с дополнительными сценами, но не отредактирован для чувствительности вещания. Коппола снова вернулся к фильму в 1992 году, когда обновил этот релиз кадрами из третьей части и более неизданными материалами. Этот домашний релиз под названием «Крестный отец: Трилогия 1901—1980» имел общую продолжительность 583 минуты (9 часов 43 минуты), не включая бонусный документальный фильм Джеффа Вернера о создании фильмов «The Godfather Family: A Look Inside».
«The Godfather DVD Collection» был выпущен 9 октября 2001 года в пакете, который содержал все три фильма — каждый с комментарием Копполы — и бонусный диск, который включал в себя 73-минутный документальный фильм 1991 года под названием «The Godfather Family: A Look Inside» и другие разные вещи о фильме: дополнительные сцены, первоначально содержащиеся в фильме «Крестный отец: Сага»; «Francis Coppola’s Notebook» (взгляд внутрь тетради, которую режиссёр всегда держал с собой во время производства фильма); репетиционные кадры; рекламный короткометражный фильм 1971 года; и видеосегменты о съёмке Гордона Уиллиса, музыке Нино Роты и Кармайна Копполы, режиссёре, локациях и сценариях Марио Пьюзо. DVD также содержал генеалогическое древо Корлеоне, временную шкалу «Крестного отца» и кадры выступлений на церемонии вручения премии «Оскар».
Реставрация была подтверждена Фрэнсисом Фордом Копполой во время сессии вопросов и ответов для третьей части, когда он сказал, что только что видел новый трансфер, и он был «потрясающим».

#### Реставрация
После тщательной реставрации Робертом А. Харрисом, первые два фильма «Крестный отец», были выпущены на DVD и Blu-ray 23 сентября 2008 года под названием «Крестный отец: Реставрация Копполы». Blu-ray-издание (четыре диска) включает в себя дополнительные материалы высокой четкости для реставрации и пленки. Они включены в 5-й диск DVD-издания.
Другие дополнения перенесены из DVD-релиза Paramount 2001 года. Существуют небольшие различия между перепрофилированными дополнениями на изданиях DVD и Blu-ray, при этом коробка HD имеет больше дополнительных материалов.

#### Видеоигра
Видеоигра, основанная на фильме, была выпущена на Windows, PlayStation 3 и Xbox 360 в апреле 2009 года компанией Electronic Arts. Она получила негативные отзывы и имела плохие продажи, что привело к тому, что Electronic Arts отменила планы на игру, основанную на третьей части.

## Реакция

### Кассовые сборы
Хотя фильм не превзошёл по сборам предыдущий, но собрал более 47,5 миллионов долларов в США и Канаде, и стал самым кассовым фильмом Paramount Pictures в 1974 году и седьмым по сборам в США. По данным международного дистрибьютора, к 1994 году фильм собрал 45,3 миллиона долларов на международном уровне, что составило в общей сложности 93 миллиона долларов по всему миру.

### Критика
Первоначальные отзывы о фильме были смешанными, при этом некоторые отклонили работу, а другие объявили её превосходящей первый фильм. Хотя его съёмка и актёрская игра были признаны, многие критиковали его как чрезмерно медленный и запутанный. Винсент Кэнби из «The New York Times» оценил фильм как «сшитый из оставшихся частей. Он говорит. Он движется в припадках и запускается, но у него нет собственного ума… Сюжет бросает вызов любому рациональному синопсису». Стэнли Кауфманн из «The New Republic» обвинил фильм в том, что он содержит «пробелы и растяжения».
Роджер Эберт дал фильму три звезды из четырёх и написал, что воспоминания «дают Копполе наибольшую трудность в поддержании его темпа и повествовательной силы. История Майкла, рассказанная в хронологическом порядке и без другого материала, оказала бы действительно существенное влияние, но Коппола предотвращает наше полное участие, преодолевая напряженность». Восхваляя игру Пачино и хваля Копполу как «мастера настроения, атмосферы и периода», Эберт считал хронологические сдвиги повествования «структурной слабостью, от которой фильм никогда не оправляется». Джин Сискел дал фильму три с половиной звезды из четырёх, написав, что иногда он был «так же красивым, мучительным и захватывающим, как и оригинал. На самом деле, „Крёстный отец 2“ может быть вторым лучшим гангстерским фильмом, когда-либо снятым. Но это не одно и то же. Продолжение никогда не может быть прежним. Это как быть вынужденным пойти на похороны во второй раз — слёзы не текут так просто».

### Критическая переоценка
Фильм быстро стал предметом критической переоценки. Рассматривается ли он отдельно или со своим предшественником как одно произведение, «Крёстный отец 2», в настоящее время широко считается одним из величайших фильмов в мировом кино. Многие критики положительно сравнивают его с оригиналом, хотя он редко занимает более высокое место в списках «величайших» фильмов. На Rotten Tomatoes он имеет рейтинг 96 % на основе 123 отзывов со средней оценкой 9,70/10. Консенсус сайта гласит: «Опираясь на сильные выступления Аль Пачино и Роберта Де Ниро, продолжение Фрэнсисом Фордом Копполой саги о мафии Марио Пьюзо установило новые стандарты для сиквелов, которые ещё не соответствуют или не нарушены». Metacritic дал фильму оценку 90 из 100 на основе 18 отзывов, что указывает на «универсальное признание».
Эберт ретроспективно присудил ему полные четыре звезды во втором обзоре и включил фильм в свой раздел «Великие фильмы», отметив, что он «не изменит ни слова» своего оригинального отзыва, но похвалил работу как "захватывающе написанную, с уверенностью и артистизмом, снятую Гордоном Уиллисом… в богатых, тёплых тонах. Вывод Майкла Срагова в своем эссе 2002 года, выбранном для веб-сайта Национального реестра фильмов, заключается в том, что «Хотя „Крёстный отец“ и „Крёстный отец 2“ изображают моральное поражение американской семьи, как мамонт, новаторское произведение искусства, оно остаётся национальным творческим триумфом». В своём отзыве к фильму Питер Брэдшоу из журнала «The Guardian» написал: «Захватывающе амбициозный приквел-продолжение Фрэнсиса Копполы к его первому фильму „Крёстный отец“ так же захватывает, как и раньше. Он даже лучше, чем первый фильм, и имеет величайшую финальную сцену в истории Голливуда, настоящий переворот».
Фильм был включен в режиссёрский список журнала «Sight & Sound» «10 величайших фильмов всех времен» в 1992 году (на 9-м месте) и в 2002 году (где он занял 2-е место. Критики поставили его на четвёртое место). В списке 2012 года того же журнала фильм занял 31-е место по версии критиков и 30-е место по версии режиссёров. В 2006 году Гильдия сценаристов США поставила сценарий фильма (написанный Марио Пьюзо и Фрэнсисом Фордом Копплой) на 10-е место в истории. Он занял 7-е место в списке журнала «Entertainment Weekly» «100 величайших фильмов всех времён» и первое место в списке «50 величайших фильмов всех времен на телевидении и видео» по версии журнала «TV Guide» 1999 года. Журнал «The Village Voice» поставил фильм на 31-е место в списке 250 лучших фильмов века в 1999 году, основываясь на опросе критиков. В январе 2002 года фильм (наряду с первым фильмом) попал в список «100 лучших основных фильмов всех времен» Национального общества кинокритиков США
В 2017 году он занял 12-е место в опросе читателей журнала «Empire» «100 величайших фильмов». В предыдущем опросе, проведённом тем же журналом в 2008 году, он занял 19-е место в списке «500 величайших фильмов всех времён». В 2015 году он занял десятое место в списке BBC «100 величайших фильмов США».
Многие считают, что выступление Пачино в фильме является его лучшей актёрской работой, и Академия кинематографических искусств и наук подверглась критике за то, что в этом году присудила премию «Оскар» за лучшую мужскую роль Арту Карни за роль в фильме «Гарри и Тонто». В настоящее время он считается одним из величайших спектаклей в истории кино. В 2006 году журнал «Premiere» опубликовал свой список «100 величайших выступлений всех времён», поставив выступление Пачино на 20-е место. Позже, в 2009 году, журнал «Total Film» выпустила «150 величайших выступлений всех времен», дав Пачино четвёртое место.

### Награды и номинации
| награда | Категория                            | Кандидат(ы)                                                             | Результат |
| ------- | ------------------------------------ | ----------------------------------------------------------------------- | --------- |
| «Оскар» | Лучший фильм                         | Фрэнсис Форд Коппола, продюсер; Грей Фредериксон, Фред Рус, сопродюсеры | Победа    |
| «Оскар» | Лучший режиссёр                      | Фрэнсис Форд Коппола                                                    | Победа    |
| «Оскар» | Лучшая мужская роль                  | Аль Пачино                                                              | Номинация |
| «Оскар» | Лучшая мужская роль второго плана    | Роберт Де Ниро                                                          | Победа    |
| «Оскар» | Лучшая мужская роль второго плана    | Майкл В. Гаццо                                                          | Номинация |
| «Оскар» | Лучшая мужская роль второго плана    | Ли Страсберг                                                            | Номинация |
| «Оскар» | Лучшая женская роль второго плана    | Талия Шайр                                                              | Номинация |
| «Оскар» | Лучший адаптированный сценарий       | Фрэнсис Форд Коппола, Марио Пьюзо                                       | Победа    |
| «Оскар» | Лучшая музыка к фильму               | Нино Рота, Кармайн Коппола                                              | Победа    |
| «Оскар» | Лучшая работа художника-постановщика | Дин Тавуларис, Анджело П. Грэхэм, Джордж Р. Нельсон                     | Победа    |
| «Оскар» | Лучший дизайн костюмов               | Теадора Ван Ранкл                                                       | Номинация |

#### ПризнаниеАмериканского института киноискусства
- 1998: 100 лет AFI… 100 фильмов — #32[64]
- 2003: 100 лет AFI… 100 героев и злодеев:
  - Майкл Корлеоне — #11 злодей[65]
- 2005: 100 лет AFI… 100 цитат из фильма:
  - «Держите своих друзей рядом, но врагов ближе». — #58[66]
  - «Я знаю, что это был ты, Фредо. Ты разбил мне сердце. Ты разбил мне сердце». — номинация[67]
  - «Майкл, мы больше, чем U.S. Steel». — номинация[67]
- 2007: 100 лет AFI… 100 фильмов (10-е юбилейное издание) — #32[68]
- 2008: 10 лучших 10 AFI — #3 гангстерский фильм и номинированный эпический фильм[69]